# Peter de la Billière
Peter de la Billière (29 de abril de 1934) es un general del Ejército Británico (retirado), que fue Director de la Fuerzas Especiales del Reino Unido (SAS) durante el asedio a la embajada de Irán, comandante en la Operación Mikado durante la Guerra de las Malvinas y al mando de las tropas británicas durante la guerra del Golfo.

## Juventud
Peter Edgar De la Cour de la Billière (nombre de nacimiento), más conocido como Peter de la Billière, nació el 29 de abril de 1934. A la edad de siete años, perdió a su padre, quien fue reportado como desaparecido después de que su nave, el crucero HMS Fiji, fue bombardeado y hundido por bombarderos alemanes fuera de Creta durante la Segunda guerra mundial.
Su madre se volvió a casar en 1943 con el mayor Maurice Bennetts, y nació su hermanastro, David. Graduó de Harrow con dos distinciones, y dos créditos. 
Tras su intento de alistarse en la Marina Mercante, siendo rechazado por daltónico, se alistó en la King's Shropshire Light Infantry, en Shrewsbury en 1952, trasladándose más tarde, como alférez, a la Durham Light Infantry. Durante su carrera como oficial se desempeñó en Japón, Corea y Egipto.

## Servicio en el SAS
En 1956, asistió y pasó la selección para el regimiento 22 Special Air Service (SAS). Durante su primera rotación en el SAS, sirvió en Malasia durante la Emergencia Malaya y Omán, donde fue mencionado en los despachos y ganó la Cruz Militar en 1959. Después de su recorrido inicial con el 22 SAS, regresó a la Infantería Ligera de Durham para ejecutar entrenamiento de reclutas, antes de asumir el cargo de Ayudante del 21 SAS, con sede en Londres. 
En 1962, se le asignó al Ejército Federal en Adén. En 1964, fue rechazado de la Escuela de Estado Mayor, pero fue nombrado jefe de una escuadrilla del 22 regimiento del SAS. A partir de 1964-1966, un escuadrón fue desplegado a Borneo por el enfrentamiento entre Indonesia y Malasia. Por sus acciones durante este período se le concedió la barra de la Cruz Militar. Después de este destino, volvió a personal y acudió a la universidad, en la que se graduó. Después de la Escuela de Estado Mayor fue enviado como G2 (inteligencia) de las Fuerzas Especiales del Mando Estratégico. Durante un despliegue del 22 SAS sirvió un viaje segundo al mando; fue comanndate de esta unidad de 1972-1974. Por el servicio en Omán, fue nombrado Caballero de la Orden de Servicios Distinguido (DSO) en 1976.
Luego se desempeñó en varios puestos administrativos antes de regresar al regimiento como Director, 1978-1982. Fue durante este período que el SAS llegó a la atención del público como consecuencia de la toma de la embajada de Irán en 1980, en medio de alegaciones que tenían en efecto realizó la captura de rehenes de dicha embajada. En 1982, fue nombrado comendador de la Orden del Imperio Británico (CBE). Después del SAS fue nombrado Comisionado Militar y Comandante de las Fuerzas Británicas en las Islas Malvinas durante la guerra precisamente como comandante del SAS de la cancelada Operación Mikado. Entre 1985 y 1990 fue nombrado Director General al mando de Gales.

## Guerra del Golfo y retiro
Peter es asignado a dirigir las tropas británicas durante la guerra del golfo como segundo en el mando del general Norman Schwarzkopf. Tras las operaciones de Escudo del Desierto y Tormenta del Desierto, que llevaron a la liberación de Kuwait, toma la decisión de retirarse en 1992 y fue nombrado Caballero de la Orden del Imperio Británico.